# 孔興梧
孔興梧（？年—？年），廣東省南海縣人，開建縣學籍，康熙庚午科舉人。康熙四十五年任臨湘縣知縣，康熙五十四年任四川省順慶府鄰水縣知縣 ，康熙五十九年任鄢陵縣知縣。